# Leandro Vissotto Neves
Leandro Vissotto Neves dit Leandrão est un joueur brésilien de volley-ball né le 30 avril 1983 à Rio de Janeiro (État de Rio de Janeiro). Il mesure 2,12 m et joue attaquant. Il est international brésilien.

## Clubs
| Club                    | De        | À         |
| ----------------------- | --------- | --------- |
| Cimed Florianópolis     | 2000-2001 | 2001-2002 |
| Banespa/São Bernardo    | 2002-2003 | 2002-2003 |
| Esporte Clube Pinheiros | 2003-2004 | 2003-2004 |
| Minas Tênis Clube       | 2004-2005 | 2004-2005 |
| Unisul São José         | 2005-2006 | 2005-2006 |
| Top Volley Latina       | 2006-2007 | 2006-2007 |
| Prisma Volley Tarente   | 2007-2008 | 2007-2008 |
| Trentino Volley         | 2008-2009 | 2009-2010 |
| Vôlei Futuro            | 2010-2011 | 2010-2011 |
| Piemonte Volley         | 2011-2012 | 2011-2012 |
| Oural Oufa              | 2012-2013 | 2012-2013 |
| RJ Vôlei                | 2013-2014 | ...       |

## Palmarès
- Jeux olympiques
  - Finaliste : 2012
- Championnat du monde (1)
  - Vainqueur : 2010
- Ligue mondiale (1)
  - Vainqueur : 2010
  - Finaliste : 2011
- World Grand Champions Cup (1)
  - Vainqueur : 2009
- Championnat du monde des moins de 21 ans (1)
  - Vainqueur : 2001
- Championnat du monde des moins de 19 ans (1)
  - Vainqueur : 2001
- Championnat du monde des clubs (1)
  - Vainqueur : 2010
- Ligue des champions (2)
  - Vainqueur : 2009, 2010
- Challenge Cup
  - Finaliste : 2013
- Championnat de Russie
  - Finaliste : 2013
- Championnat d'Italie
  - Finaliste : 2009, 2010
- Championnat du Brésil
  - Finaliste : 2005
- Coupe d'Italie (1)
  - Vainqueur : 2010
- Supercoupe d'Italie
  - Perdant : 2009, 2012